# 뎀바 사비지
뎀바 사비지(Demba Savage, 1988년 6월 17일 ~ )는 감비아의 축구 선수이다. 현재 핀란드의 투룬 팔로세우라에서 뛰고 있다.